# Planococcus vovae
Planococcus vovae är en insektsart som först beskrevs av Nasonov 1909.  Planococcus vovae ingår i släktet Planococcus och familjen ullsköldlöss. Enligt den finländska rödlistan är arten starkt hotad i Finland. Arten är reproducerande i Sverige. Artens livsmiljö är åsmoskogar. Inga underarter finns listade i Catalogue of Life.